# Chaerophyllum villarsii
Chaerophyllum villarsii es una especie herbácea perteneciente a la familia Apiaceae.

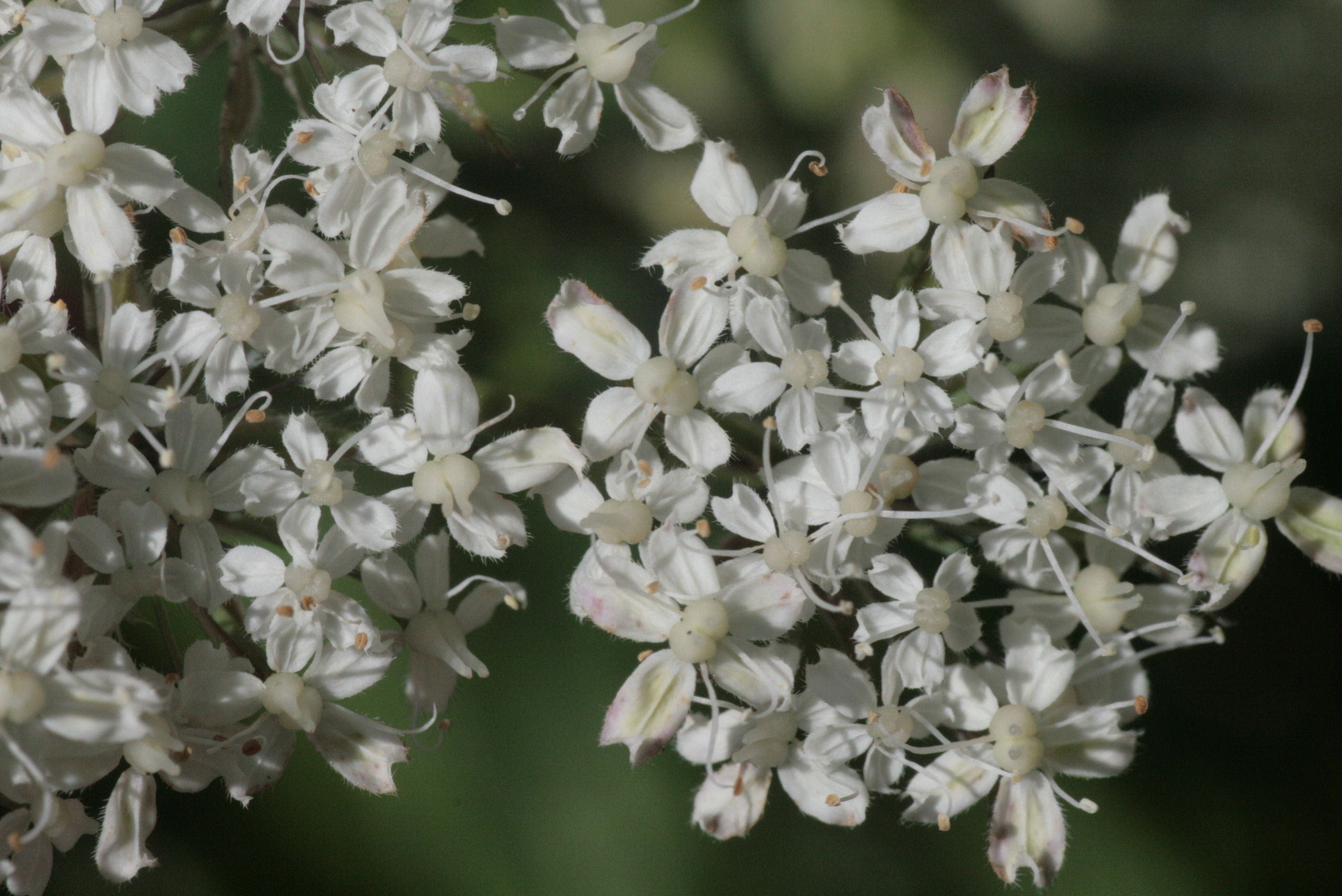
Flores

## Descripción
Es una hierba perenne, toda ella pelosa –más densamente en la parte inferior– excepto en los radios. Tallos de 30-60 cm de altura, ocasionalmente purpúreos en la parte inferior, asurcados. Hojas inferiores de 10-12 × 4-8 cm, 2 ternatisectas o 2 pinnatisectas, de contorno triangular, de color verde, generalmente pelosas –pelos de las venas del envés más largos que los del haz–, con pecíolos largos, con divisiones de último orden poco o nada solapadas, ovadas, incisas, con ápice redondeado, mucronado; hojas caulinares superiores escasas, similares a las inferiores pero más pequeñas. Las inflorescencias en umbelas con pedúnculos más largos que los radios –hasta de 25 cm o más–, con 4-20 radios de 1,5-6 cm, algunos de los más cortos portan umbélulas con flores masculinas casi exclusivamente; umbelas terminales sobrepasadas por las laterales, con flores hermafroditas y numerosas masculinas; umbelas laterales con la mayoría de las flores –o todas– masculinas. Brácteas 0-2, lanceoladas, con margen escarioso, generalmente ciliadas. Bractéolas 5-15, de 4- 5 mm, similares a las brácteas, persistentes. Cáliz sin dientes. Pétalos blancos, ciliados. Estilos 2-3 mm en la fructificación, patentes. Frutos 8-15 × c. 2 mm –algo más largos que los radios secundarios–, atenuados gradualmente en un estilopodio; mericarpos con costillas primarias prominentes en los frutos maduros; carpóforo bifurcado en más de 1/2 de su longitud. Tiene un número de cromosomas de 2n = 22*.

## Distribución y hábitat
Se encuentra en prados de montaña, en suelos nitrificados; a una altitud de 1000-1800 metros en el centro de Europa, por el oeste se extiende hasta la península ibérica.

## Taxonomía
Chaerophyllum villarsii fue descrita por Wilhelm Daniel Joseph Koch y publicado en Synopsis Florae Germanicae et Helveticae 317. 1835.
Sinonimia
- Chaerophyllum alpestre Jord.
- Chaerophyllum rigidum A.Huet ex Nyman
- Selinum villarsii E.H.L.Krause[3]